# Orfelia regularis
Orfelia regularis är en tvåvingeart som beskrevs av Edwards 1934. Orfelia regularis ingår i släktet Orfelia och familjen platthornsmyggor. Inga underarter finns listade i Catalogue of Life.